# Patrícia Sucena de Almeida
Patrícia Sucena de Almeida (Coimbra, 1972) é uma compositora e artista portuguesa.

## Biografia

### Nascimento e formação
Sucena de Almeida iniciou a sua carreira musical ainda durante a infância, quando teve aulas de música, piano e dança clássica num colégio em Coimbra. Frequentou a Universidade de Aveiro, onde estudou Música Electroacústica e Composição, tendo em 1997 concluído a licenciatura no Ensino de Música. Em 1998 fez o mestrado em Composição na Universidade de Edimburgo, e em 2004 tirou o doutoramento em Composição, tendo neste sentido frequentado a City University of London e a Universidade de Southampton, onde estudou sob o eminente compositor Michael Finnissy (en). Entre 2007 e 2013 realizou o projecto de pós-doutoramento Transversal Multi-Art, sobre a interligação entre as música e outras formas de comunicação, desenvolvendo desta forma um novo conceito onde as obras são interpretadas como pertencendo a diversas vertentes artísticas.

### Carreira
Exerce como compositora, investigadora e professora musical. A sua carreira como compositora tem sido especialmente destacada, tendo várias das suas obras sido nomeadas para a participação em concertos em Portugal e no estrangeiro. Os seus trabalhos de maior relevo incluem Solitudo, para clarinete em si b, viola, violoncelo e piano, que foi escolhida no concurso The International Gaudeamus Music Week 2001, em Amsterdão, e que foi levada a concerto pelo Ensemble Studio New Music de Moscovo em 4 de Setembro de 2001, no centro cultural Paradise, em Amsterdão, dirigido por Igor Dronov (en). Outras obras de destaque incluem a Argumentum, criada para o Porto Capital Europeia da Cultura em 2001, e Aranea, para flauta, clarinete, violino, viola, violoncelo e piano, que foi encomandada pela Miso Music Portugal, e que foi apresentada em concerto em 27 de Outubro de 2006, no Centro Cultural de Belém, como parte do Festival Música Viva, pelo Ensemble L’Itinéraire, dirigido pelo Maestro Guillaume Bourgogne. Esta composição também fez parte dos concertos do Festival de Musica de Leiria, em 2008. Em 2005 a sua obra Fatum Hominis foi apresentada durante a Bienal de Música de Zagreb, e no festival Ny Muzikk em Oslo, enquanto que o trabalho Dulce Delirium foi levado a concerto no festival Atlantic Waves em 2006, e no Festival Internacional de Aveiro em 2007. Também em 2007, foi apresentada a sua obra Fati Necessitas na IX Semana Cultural da Universidade de Coimbra, e em 2009 a sua composição In Occulto fez parte do New Music Festival Transit 2009, em Louvain, e da série de concertos da City University of London em 2010. Igualmente em 2010 concluiu o seu trabalho Sublime Volans, encomendado por ocasião do 25.º aniversário da Miso Music Portugal, e levado a concerto no Cultural Center Gallery, em Seoul, como parte de Guimarães Capital Europeia da Cultura, em 2012, e durante o Festival Musica Viva 2014, em Lisboa. Em 2013 a composição Reditus ad vitam foi escolhida para a edição de 2013 do Flame Festival, em Florença, e em 2015 uma obra sua voltou a marcar presença no festival de Zagreb, a Nocturna Itinera. Também tem colaborado com a Fundação Calouste Gulbenkian, tendo desenvolvido as obras Mens Sana in Corpore Sano e Monstrum Horrendum como parte de um programa da fundação para jovens compositores, e em 2006 fez o trabalho Res Adversae, encomendado por aquela instituição.
Em 2005, a sua obra Mens Sana in Corpore Sano foi considerada pelo investigador Manuel Pedro Ferreira como «um bem trabalhado contraponto, num caminho mais labiríntico que discursivo, que se prolongou de forma aparentemente automática até um belo final», na sequência dos concertos de encerramento do Workshop Gulbenkian para Jovens Compositores Portugueses.
Participou em concertos e workshops experimentais com personalidades e grupos de renome a nível nacional e internacional, como a Arditti Quartet, os condutores Guillaume Bourgogne, Sylvio Gualda, Sarah Ioannides, Igor Dronov, Christopher Bochmann, Pedro Neves, Pedro Amaral e Petter Sundkvist, os pianistas Ian Pace, Filip Fak e Yutaka Oya, a Orquestra da Fundação Gulbekian, o Grupo de Música Contemporânea de Lisboa, L'Ensemble Itineraire, Sond'Ar-te Electric Ensemble, Remix Ensemble, a Casa da Música, a OrchesterUtopica, a Orchester lyrique de Region Avignon-Provence, e o Ensemble Studio New Music. Frequentou igualmente diversos seminários apresentados por compositores como Emmanuel Nunes, Jonathan Harvey, Luca Francesconi, Hilda Paredes, Gerard Grisey, Brian Ferneyhough, Mauricio Kagel, Pascal Dusapin e Luc Brewaeys. Em 2014, foi responsável pela coordenação de um conjunto de cinco instalações de arte em Coimbra, organizadas como parte de um programa educativo do Teatro Académico de Gil Vicente.

## Obras
- Solitudo (1999), The International Gaudeamus Music Week 2001, Amesterdão
- Argumentum (2001), Porto 2001 – Capital Europeia da Cultura
- Fatum Hominis (2005), ISCM world Music Days/23rd Music Biennale Zagreb
- Sublime Volans (2010), 25.º aniversário da Miso Music Portugal, Instituto Franco-Português, Lisboa, 2010; Korea Foundation-Cultural Center Gallery, Seul, 2011; Guimarães 2012 – Capital Europeia da Cultura; Festival Música Viva 2014, O’culto da Ajuda, Lisboa
- Instabile Tempus (2016), Festival Música Viva 2016, Lisboa
- Desperatio (2018), City University of London, Londres